# Hrvatski Športski Klub Zrinjski Mostar 2011-2012
Questa voce raccoglie le informazioni riguardanti il Hrvatski Športski Klub Zrinjski Mostar nelle competizioni ufficiali della stagione 2011-2012.

## Stagione
Terminò il campionato al sesto posto, a ridosso delle posizioni che garantivano l'accesso alle coppe europee.
Nella coppa fu eliminato dai concittadini del Velež Mostar agli ottavi di finale.

## Rosa
| N. |                                 | Ruolo | Calciatore          |
| -- | ------------------------------- | ----- | ------------------- |
| 1  | Bosnia ed Erzegovina (bandiera) | P     | Adnan Hadžić        |
| 2  | Bosnia ed Erzegovina (bandiera) | D     | Ivo Zlatić          |
| 3  | Croazia (bandiera)              | D     | Damir Džidić        |
| 4  | Slovenia (bandiera)             | D     | Suvad Grabus        |
| 5  | Bosnia ed Erzegovina (bandiera) | D     | Josip Aničić        |
| 6  | Bosnia ed Erzegovina (bandiera) | C     | Pero Zovko          |
| 7  | Bosnia ed Erzegovina (bandiera) | C     | Nemanja Stjepanović |
| 8  | Bosnia ed Erzegovina (bandiera) | C     | Fenan Salčinović    |
| 9  | Bosnia ed Erzegovina (bandiera) | A     | Vernes Selimović    |
| 11 | Bosnia ed Erzegovina (bandiera) | A     | Mile Pehar          |
| 12 | Bosnia ed Erzegovina (bandiera) | P     | Igor Melher         |
| 13 | Bosnia ed Erzegovina (bandiera) | C     | Pavle Sušić         |
| 14 | Croazia (bandiera)              | C     | Mario Ivanković     |

| N. |                                 | Ruolo | Calciatore       |
| -- | ------------------------------- | ----- | ---------------- |
| 15 | Bosnia ed Erzegovina (bandiera) | C     | Hrvoje Miličević |
| 16 | Bosnia ed Erzegovina (bandiera) | D     | Josip Sesar      |
| 17 | Croazia (bandiera)              | C     | Alek Đurić       |
| 18 | Bosnia ed Erzegovina (bandiera) | C     | Davor Martinović |
| 19 | Croazia (bandiera)              | A     | Mate Dragičević  |
| 20 | Bosnia ed Erzegovina (bandiera) | D     | Ivan Puljić      |
| 21 | Bosnia ed Erzegovina (bandiera) | D     | Matej Bartulica  |
| 22 | Bosnia ed Erzegovina (bandiera) | P     | Igor Budimir     |
| 23 | Bosnia ed Erzegovina (bandiera) | C     | Vlado Zadro      |
| 25 | Bosnia ed Erzegovina (bandiera) | D     | Mirza Rizvanović |
| 26 | Bosnia ed Erzegovina (bandiera) | C     | Mateo Bencun     |
| 27 | Bosnia ed Erzegovina (bandiera) | C     | Marin Aničić     |
| 30 | Bosnia ed Erzegovina (bandiera) | P     | Matej Marković   |
| -  | Bosnia ed Erzegovina (bandiera) | D     | Toni Markić      |